# استان کاگاوا
استان کاگاوا یکی از استانهای کشور ژاپن است که در جزیره شیکوکو قرار گرفته‌است. مساحت آن ۱۸۶۱ کیلومتر مربع می‌باشد. جمعیت این استان در سال ۲۰۰۰ بیش از یک میلیون نفر برآورد شده‌است.
استان کاگاوا از نظر تقسیمات کشوری بخشی از ناحیه شیکوکو به حساب می‌آید. مرکز این استان شهر تاکاماتسو است.